# Comberanche-et-Épeluche
Comberanche-et-Épeluche (tiếng Occitan là Combairencha e Espelucha) là một xã của Pháp, nằm ở tỉnh Dordogne trong vùng Aquitaine của Pháp.
Comberanche-et-Épeluche có diện tích 3,93 km2, dân số năm 2007 là 176 người. Xã này nằm ở khu vực có độ cao từ 70–120 m trên mực nước biển.

## Thông tin nhân khẩu
| Năm    | 1962 | 1968 | 1975 | 1982 | 1990 | 1999 | 2007 |
| ------ | ---- | ---- | ---- | ---- | ---- | ---- | ---- |
| Dân số | 177  | 161  | 142  | 128  | 130  | 120  | 176  |